# ناشویل (اورگن)
ناشویل (به انگلیسی: Nashville) یک منطقهٔ مسکونی در ایالات متحده آمریکا است که در شهرستان لینکلن، اورگن واقع شده‌است. ناشویل ۷۲٫۸۵ متر بالاتر از سطح دریا واقع شده‌است.